# Група екзотів
«Група екзотів» — ботанічна пам'ятка природи місцевого значення в Україні. Пам'ятка природи розташована на території Тернопільського району Тернопільської області, с. Лошнів, садиба лікарської амбулаторії.
Площа — 0,03 га, статус отриманий у 1987 році.